# Курсі (Пуурмані)
Ку́рсі (ест. Kursi küla) — село в Естонії, у волості Пуурмані повіту Йиґевамаа.

## Населення
Чисельність населення на 31 грудня 2011 року становила 46 осіб.

## Географія
Поблизу села проходить автошлях 14180 (Пуурмані — Табівере).